# Palazzo Bertolli
Palazzo Bertolli è un edificio situato in viale Cavour, 287 a Lucca.

## Storia
L'edificio sorge nel 1910-12 su disegno dell'ing. Giuseppe Puccinelli e commissionato dalla famiglia Bertolli, noti imprenditori lucchesi. L'impresa costruttrice fu la Orzali di Lucca, nella cui famiglia emergevano in particolare l'archittetto Gaetano Orzali e suo padre Modesto Orzali, diplomato all'accademia di belle arti.
Come risulta dai disegni originari, esso si eleva su tre piani fuori terra, dove al piano terra, con accessi da via Cavour, si trovavano i magazzini dell'attività commerciale e, al primo piano, due appartamenti con ampie terrazze laterali, resi indipendenti dai rispettivi vani scala.
Negli anni Cinquanta è stato realizzato un ampliamento in aderenza col muro di ponente che prospetta anch'esso su via Cavour.

## Descrizione

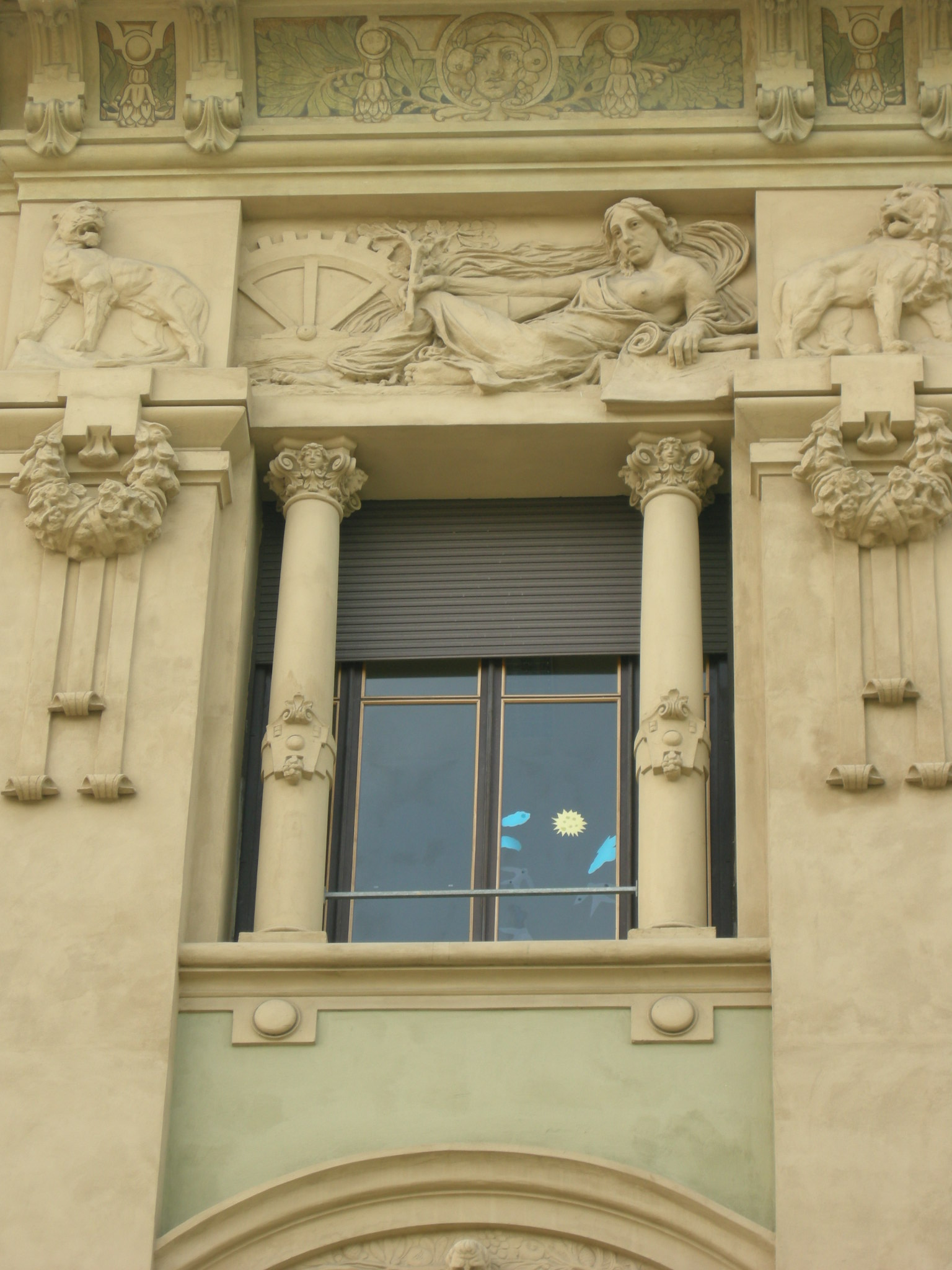
Dettaglio della decorazione architettonica

Il fabbricato, di notevole dimensione, sorge nella zona già di proprietà della Ditta Francesco Bertolli compresa fra la casa Fenili, a levante, la zona posseduta dalle Ferrovie dello Stato, a mezzogiorno, e la strada Comunale, viale Cavour, a settentrione. Costruito in muratura, l'edificio è posto nei pressi della stazione ferroviaria e insieme al palazzo di fronte, sempre di proprietà Bertolli (già sede della Guardia di Finanza) e quello poco più avanti, Palazzo Lazzareschi e Lazzeroni (oggi sede della Questura) rappresentano gli esempi architettonici più significativi fuori Porta San Pietro. 
A pianta rettangolare, esso si eleva su tre piani fuori terra oltre la soffitta, con un tetto a padiglione coperto in tegole marsigliesi. Di rilevanti dimensioni, destinato a magazzini al piano terra e abitazioni ai rimanenti piani superiori. Nel panorama dell'edilizia fuori-porta di quel tempo, il palazzo ha rappresentato un segno di prestigio economico di una famiglia di imprenditori lucchesi.
Il fabbricato è stato oggetto di ampliamento negli anni cinquanta, con la realizzazione di un nuovo volume in aderenza, sul lato ovest, che contrasta notevolmente per le caratteristiche tecniche e tipologiche con l'intorno ambientale originario.
La distribuzione planimetrica dell'edificio segue uno schema molto semplice, ma nel tempo si sono avvicendate varie modifiche interne, poco documentate, dovute alle necessità legate all'insediamento della scuola superiore per il turismo (ISI Sandro Pertini) che ne occupa attualmente l'intero fabbricato. Nei due locali d'ingresso sono stati installati un ascensore e una scala di emergenza interna, le pavimentazioni del piano terreno sono state realizzate in mattonelle di graniglia, mentre la scala interna di collegamento risulta quella originale in granito con ringhiera in ferro battuto lavorata.
Sul lato ovest adiacente al fabbricato è stato realizzato un nuovo volume in cemento armato, attualmente occupato dalla palestra della scuola, intervento che ha modificato notevolmente l'aspetto urbanistico di via Cavour in prossimità della linea ferrovia, all'inizio del quartiere residenziale di San Concordio.
L'aspetto più rilevante e rappresentativo del palazzo è dato dai numerosi particolari decorativi che ornano le facciate e danno al fabbricato un aspetto liberty altrimenti destinato ad apparire come un enorme "contenitore" non definito.
Rilevanti sono le due torrette con le terrazze che guardano la città sopra la copertura e concludono le due fasce di prospetto che inquadrano i portoni d'ingresso, nonché i terrazzi aggettanti e le cornici delle finestre dei piani superiori dove sono collocati pregevoli bassorilievi in cemento attribuiti allo scultore lucchese Francesco Petroni.
Anche il prospetto di mezzogiorno, che si affaccia sulla ferrovia, risulta di bella fattura, e sembra qualificarsi al pari di un prospetto principale e non come una parete di secondaria importanza, come spesso avviene nei palazzi e villini liberty dei primi anni del Novecento.

## Bibliografia

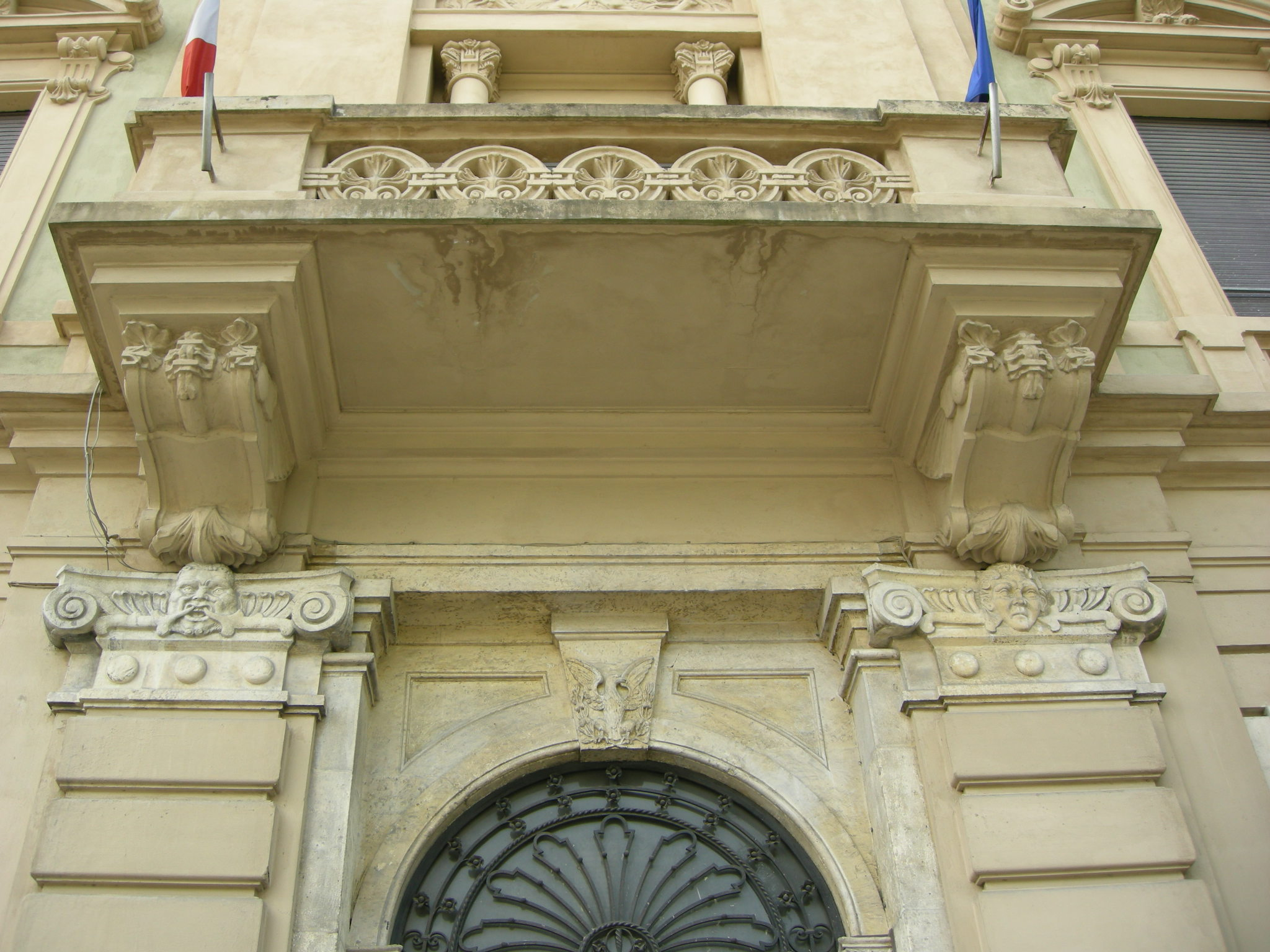
Il balcone